# Guillermo Ascanio
Guillermo Ascanio Moreno (Vallehermoso, La Gomera, Santa Cruz de Tenerife, 30 de octubre de 1907 - Madrid, 3 de julio de 1941) fue un político y militar español. Miembro destacado del Partido Comunista de España en las Islas Canarias, durante la Guerra Civil se mantuvo fiel a la República y mandó diversas unidades del Ejército republicano. Capturado por las fuerzas franquistas al final de la contienda, sería condenado a muerte y fusilado.

## Biografía
Guillermo Ascanio Moreno nació en 1907 en el municipio de Vallehermoso, en la isla de La Gomera,en el seno de una familia de la pequeña burguesía, marcada por las consecuencias de la crisis económica de entreguerras. En un panorama marcado por un grado altísimo de analfabetismo y una dura represión social, política y económica, la familia Ascanio Moreno logró dar una formación superior a su descendencia.
Junto con sus hermanas Blanca, Petra, Eulalia y Amelia, desarrolló una fuerte conciencia ante las desigualdades sociales y políticas de la época.La mayoría social sufría las terribles condiciones laborales del proletariado agrícola, dedicado principalmente al cultivo de exportación del plátano mediante compañías frutícolas de capital europeo, en una sociedad con características semifeudales.

### Juventud y primeros años
Realizó estudios de ingeniería industrial en Alemania, regresando posteriormente a España. Ingresaría en el Partido Comunista de España (PCE), en cuyo seno desarrollaría una intensa labor. Junto a José Miguel Pérez, fue una de las principales figuras del Partido Comunista en Canarias. Publicó varios artículos en el Espartaco (órgano de expresión de la Federación de Trabajadores de La Palma) en algunos de los cuales llegó a defender la independencia de Canarias con respecto a España, describiendo la situación político-económica del archipiélago como «semicolonial».

### Guerra civil
Durante la guerra civil española se incorporó como voluntario en las milicias republicanas, en las que alcanzó el empleo de mayor (equivalente a comandante). Participó en el reclutamiento del batallón «Canarias», una unidad de voluntarios izquierdistas y antifascistas reclutada entre oriundos de las islas desplazados a la Península en la zona leal a la República. Llegaría a ser comandante de esta unidad. También dirigió la publicación Canarias libre, órgano de prensa del batallón.
Durante la contienda llegaría a mandar varias unidades del Ejército Popular de la República, como la 44.ª Brigada Mixta o la 8.ª División, en el Frente de Madrid.
Con la constitución del Consejo Nacional de Defensa en Madrid, Ascanio permanece leal al presidente Negrín, participando en las luchas entre casadistas y negrinistas en el Madrid rodeado. En marzo de 1939, comandó junto al coronel Luis Barceló Jover las tropas que se opusieron al golpe de los casadistas. El mayor Ascanio recibió la orden de aplastar la rebelión antigubernamental de Casado y su Junta de Defensa. Tras capturar la posición «Jaca» (leal a la Junta de Defensa) el 6 de marzo de 1939, detuvo y ordenó fusilar a los coroneles «casadistas» Arnoldo Fernández Urbano, Joaquín Otero Ferrer y José Pérez Gazzolo en su cuartel general de El Pardo. A los pocos días las fuerzas de Ascanio fueron derrotadas y él hecho prisionero por las tropas leales a la Junta de Defensa, siendo encarcelado, a tan solo unos pocos días de la caída de Madrid y del fin de la guerra; allí le encontrarían las tropas de Franco.

### Dictadura franquista
Los franquistas se encontraron con la cárcel repleta de comunistas que, como Ascanio, lucharon por mantener la resistencia, pese a la pérdida de Cataluña. Desde la prisión habría mantenido el contacto con el PCE en la clandestinidad. Juzgado y condenado a muerte tras consejo de guerra sumarísimo, fue fusilado en las tapias del madrileño Cementerio del Este el 3 de julio de 1941. Al parecer, el antiguo embajador nazi Wilhelm Faupel habría intentado interceder en su favor, sin éxito.